# We'll Meet Again (chanson)
Pour les articles homonymes, voir We'll Meet Again.
We'll Meet Again est une chanson écrite par Ross Parker (en) (musique) et Hughie Charles (en) (paroles), interprétée notamment par la chanteuse britannique Vera Lynn en 1939.

## Symbolisme
Cette chanson est liée à la bataille d'Angleterre et était une des favorites des aviateurs de la RAF : les paroles évoquent un lieu indéterminé, ensoleillé, avec un beau ciel bleu  où l'on se retrouvera, « qui sait où, qui sait quand » (« Don't know where, don't know when »). Elle occupe, dans l'imaginaire collectif de plusieurs générations de Britanniques, la même place que la chanson Lily Marlène dans le domaine d'expression germanique.
Le 5 avril 2020, la reine Élisabeth II du Royaume-Uni fait référence à cette chanson dans un discours télévisé où elle exprime sa gratitude à tous ceux qui s'efforcent de ralentir la progression de l'épidémie du virus covid-19, qu'ils soient soignants, travailleurs ou confinés. La diffusion d'un nouveau discours de la reine le 8 mai 2020, à l'occasion de l'anniversaire de la capitulation allemande, se termine par une interprétation de la chanson par la chanteuse galloise Katherine Jenkins.

## Reprises
La chanson a été reprise par de nombreux artistes :
- 1942 : Benny Goodman et Peggy Lee.
- 1943 : The Ink Spots.
- 1962 : Frank Sinatra sur l'album Sinatra Sings Great Songs From Great Britain.
- 1965 : The Byrds sur leur premier album, Mr. Tambourine Man.
- 1966 : The Turtles, en single.
- 1971-1974 : Rod Stewart et Faces, version a cappella en clôture de la plupart de leurs concerts.
- 1972 : P. J. Proby, en single.
- 1974 : Jim Capaldi, extrait, en titre caché sur l'album Whale Meat Again.
- 1982 : Barry Manilow sur l'album Barry Live in Britain'.
- 1995 : John Lee Hooker sur l'album Chill Out (en).
- 1999 : Joe Henry (en) sur l'album Fuse (en).
- 2002 : Johnny Cash sur l'album American IV: The Man Comes Around. Cette version est utilisée au début du remake de 2010 de The Crazies. Sa famille et ses amis ont repris la chanson pour conclure l'émission de télévision en hommage à Johnny Cash après sa mort en 2003.
- 2005 : La mezzo-soprano galloise Katherine Jenkins a repris la chanson en duo avec Vera Lynn à Londres à l'occasion du 60e anniversaire de la capitulation allemande.
- 2014 : She and Him sur l'album Classics.
- 2017 : Le groupe Dropkick Murphys sur l'album 11 Short Stories of Pain & Glory.
- 2020 : The Jaded Hearts Club sur l'album You've Always Been Here.

## Au cinéma et à la télévision

### Cinéma
La chanson a donné son nom à la comédie musicale We'll Meet Again (1943), dans laquelle Vera Lynn tient le premier rôle.
Différentes versions ou extraits de la chanson ont été utilisés dans plusieurs autres films :
- Casablanca de Michael Curtis (1942)
- Le Bateau qui mourut de honte de Basil Dearden (1955).
- Docteur Folamour de Stanley Kubrick (1964) : dans la scène finale d'apocalypse nucléaire.
- Yanks de John Schlesinger (1979).
- The Hit de Stephen Frears (1984).
- Hellboy de Guillermo del Toro (2004) : lors de la mort du professeur Trevor Bruttenholm.
- Atonement (2007)
- Les Marches du pouvoir de George Clooney (2011).
- La Dame en noir 2 : L'Ange de la mort de Tom Harper (2014).
- Kong: Skull Island de Jordan Vogt-Roberts (2017).

### Télévision
La chanson est reprise dans plusieurs productions télévisuelles : 
- We'll meet again, avec Susannah York, série produite pour la chaîne ITV (1982).
- The Singing Detective, série produite pour BBC One (1986).
- Till We Meet Again, téléfilm en deux épisodes d'après le roman éponyme de Judith Krantz (1989).
- The Muppets Go to the Movies (1981) : la chanson est reprise en chœur par les Muppets, avec leurs invités Dudley Moore et Lily Tomlin, en clôture du programme.
- Série Castle : par l'un des criminels récurrents.
- Série Stranger Things : en clôture de l'épisode 4 de la saison 3.
- Série d'animation Souvenirs de Gravity Falls.
- Série d’animation Les Grandes Grandes Vacances : chantée par un des enfants.
- Série The Blacklist : à l'entame de l'épisode (le crime déclencheur).

## Jeux vidéo et autres réemplois
- Call of Duty: Black Ops 6 : Bande annonce cinématique de la carte du mode Zombie Liberty Falls (2024)
- Call of Duty: Black Ops Cold War : Cinématique finale de la carte du mode Zombie Forsaken (L'Oublié en Français) (2021)
- Farcry 5 : à la radio et dans les crédits de fin (2018)
- the Twilight Zone Tower of Terror : un Saut dans la Quatrième Dimension à Disneyland Paris et aux USA : fait partie de la boucle audio diffusée dans la file d’attente et dans la zone autour de l’attraction.